# Rhodes W. Fairbridge
Rhodes Whitmore Fairbridge (* 21. Mai 1914 in Pinjarra, West-Australien; † 8. November 2006 in Amagansett, New York (Bundesstaat)) war ein australischer Geologe (Geomorphologie, Klimamodelle).
Er war der Sohn von Kingsley Fairbridge (1885–1924), Begründer eines Programms zur Förderung der Emigration von Kindern in die britischen Kolonien und Leiter der Fairbridge Farm School.  Fairbridge besuchte die Queen’s University (Kingston) mit dem B.A. 1936 und die Universität Oxford mit dem B.S. in Geologie 1940. Außerdem war er 1938 bis 1941 Erdölgeologe für die Iraq Petroleum Company. Danach studierte er weiter in Australien, war im Zweiten Weltkrieg Geheimdienstoffizier im Südwest-Pazifik unter Douglas MacArthur und wurde 1944 an der University of Western Australia in Geologie promoviert. Ab 1946 war er Lecturer an der University of Western Australia, lehrte ab 1953 an der University of Illinois at Urbana-Champaign und ab 1955 an der Columbia University, an der er bis zu seiner Emeritierung 1982 blieb.
Er untersuchte die Geomorphologie von Küsten und Klimawandel. Insbesondere befasste er sich mit eustatischen Meeresspiegelschwankungen etwa durch Schmelzen von Eiskappen nach der letzten Eiszeit und den Langzeiteffekt des Klimas auf kratonische Schilder und Rumpfflächen. Er verfolgte auch unkonventionelle Ideen über den Einfluss der Planeten auf die Sonne, die Entstehung von Sonnenflecken und darüber auf das Klima.  Neben den langfristigen Zeitverläufen von Meeresspiegelschwankungen im Pleistozän zeichnete er mit Roger Revelle auch den Kohlendioxidgehalt über die Bildung von Karbonatgestein und den C14 Gehalt auf mit Rückschlüssen auf das Klima in der Vergangenheit.
Er war Gründer des Journal of Coastal Research und Herausgeber einer Reihe von Enzyklopädien über Geowissenschaften (insbesondere die Encyclopaedia of Earth Sciences).